# Boarn
Le Boarn (en néerlandais, Boorne) est une rivière néerlandaise qui coule dans la province de la Frise. La rivière est également connue sous les noms de (fy) Alddjip / (nl) Ouddiep, et (fy) Keningsdjip / (nl) Koningsdiep.
La source du Boarn est au nord de Bakkeveen ; la rivière coule vers l'ouest en passant par Beetsterzwaag, Aldeboarn et Akkrum et se termine près de Jirnsum. Elle a donné son nom à la commune de Boarnsterhim. Historiquement, le Boarn avait son embouchure dans la Middelzee, près de Raerd. Cet rivière est aussi connue pour avoir vu, près de son embouchure, la bataille du Boarn en 734.